# Paul Natorp
Paul Gerhard Natorp (født 24. januar 1854 i Düsseldorf, død 18. august 1924 i Marburg) var en tysk filosof.
Natorp, der 1885 blev professor i filosofi i Marburg, var den betydeligste repræsentant for den såkaldte Marburgskole, hvis ledende tanke var fornyelse af Kants filosofi, ikke som en dogmatisk lære, men som videnskabelig forsknings- og tænkningsmetode. Sin på dette grundlag hvilende, klart og stringent gennemarbejdede filosofi har Natorp dels søgt at begrunde i en række historiske værker, hvoraf Forschungen zur Geschichte des Erkenntnisproblems im Altertum (1884), Platos Ideenlehre (1903) og Descartes' Erkenntnistheorie (1882) er de vigtigste, dels har han fremstillet den i systematiske værker, der spænder over alle filosofiske discipliner; med særlig forkærlighed har han dyrket socialpædagogikken og er derved kommet til at øve indflydelse på tyske lærerkredse. De betydeligste værker er Allgemeine Psychologie nach kritischer Methode (1912), Die logischen Grundlagen der exakten Wissenschaften (1910), Socialpädagogik (3. oplag 1909).